# Bruno Polius

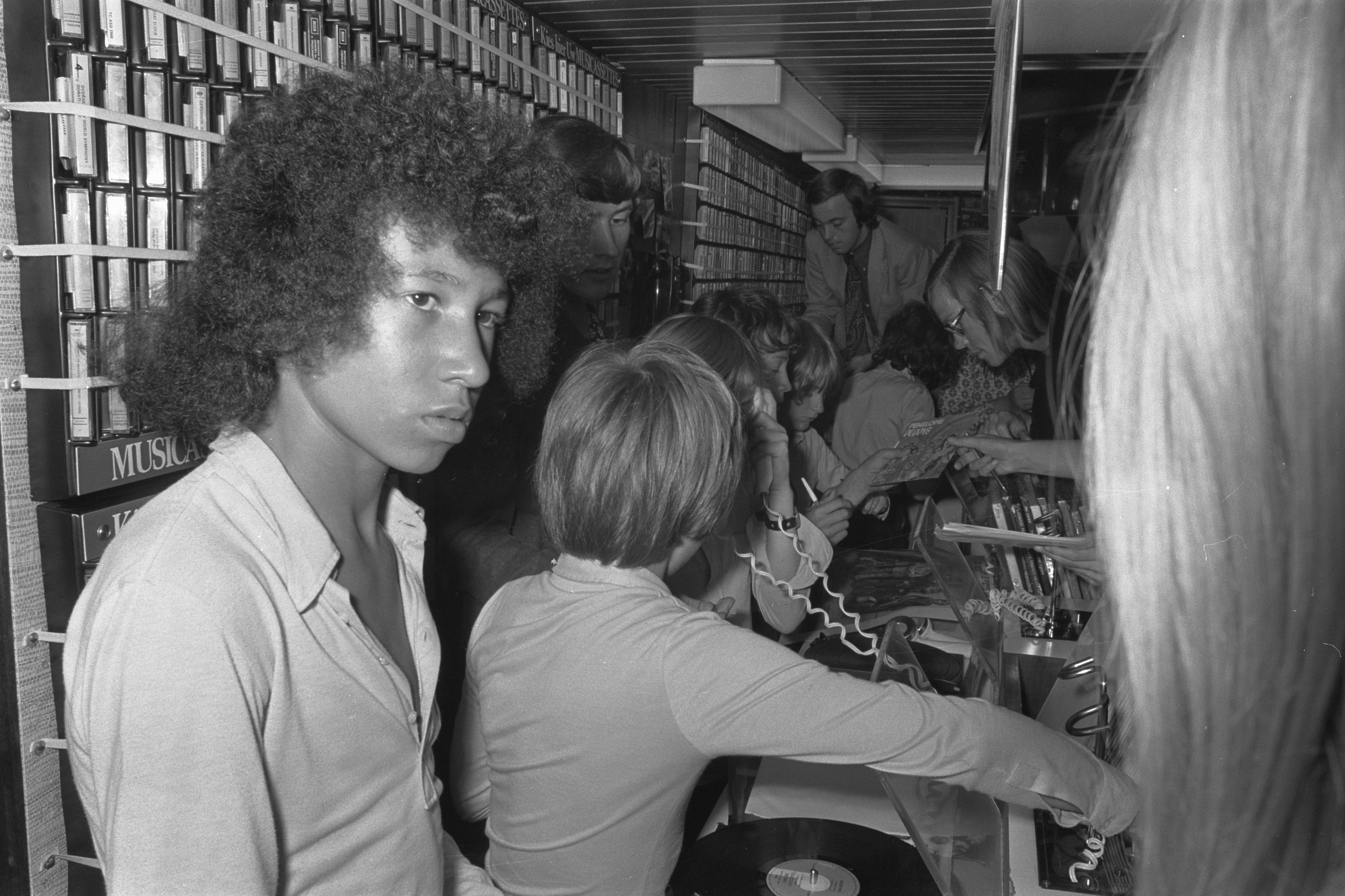
Bruno Polius (Amsterdam, 1972)

Bruno Polius (* 1958) ist ein französischer Sänger und Musiker, der auch unter dem Namen Bruno Victoire auftritt.

## Leben
Schon in den 1960er Jahren entstanden Aufnahmen von Bruno Polius: Er sang L'oiseau, das Titellied zu Sébastien parmi les hommes von Cécile Aubry. Um 1970 wurde er als einer der Leadsänger der Poppys bekannt, etwa mit Non non rien n'a changé. Erst im Erwachsenenalter kämpfte er mit anderen ehemaligen Sängern der Gruppe um seine Tantiemen.
Nachdem Bruno Polius die Gruppe verlassen hatte, startete er eine Solokarriere. Als Teenager nahm er die Singles Rosanna, Hey, l'homme, Au revoir mama und Un Martiniquais, une Polonaise auf. Er war später unter anderem Gitarrist bei Johnny Hallyday.